# Chiesa di San Giovanni Battista (Salbertrand)
La chiesa di San Giovanni Battista è la parrocchiale di Salbertrand, in città metropolitana di Torino e diocesi di Susa; fa parte della vicaria di Oulx.
L'edificio fu ricostruito nel 1506 - 1536 in stile tardo gotico, su una precedente chiesa romanica; presenta all'esterno e all'interno affreschi del XV e XVI secolo.

## Storia
La chiesa nasce come edificio romanico, canonicamente orientato verso est, di cui solo la parte inferiore del campanile si è conservata sino ai giorni nostri. Il primo documento in cui la chiesa viene citata è del 1057: si tratta dell'atto con il quale il marchese Oddone di Savoia e sua moglie, la contessa Adelaide di Susa ne fanno dono alla Prevostura di San Lorenzo di Oulx. Poco dopo, nel 1060, quando l'alta valle di Susa era entrata nei territori dei Delfini del Viennois, Ghigo I il Vecchio, capostipite della casata, conferma la donazione. 

Nel periodo 1506 - 1536 la chiesa fu interamente ricostruita su quella precedente, in stile tardo gotico.

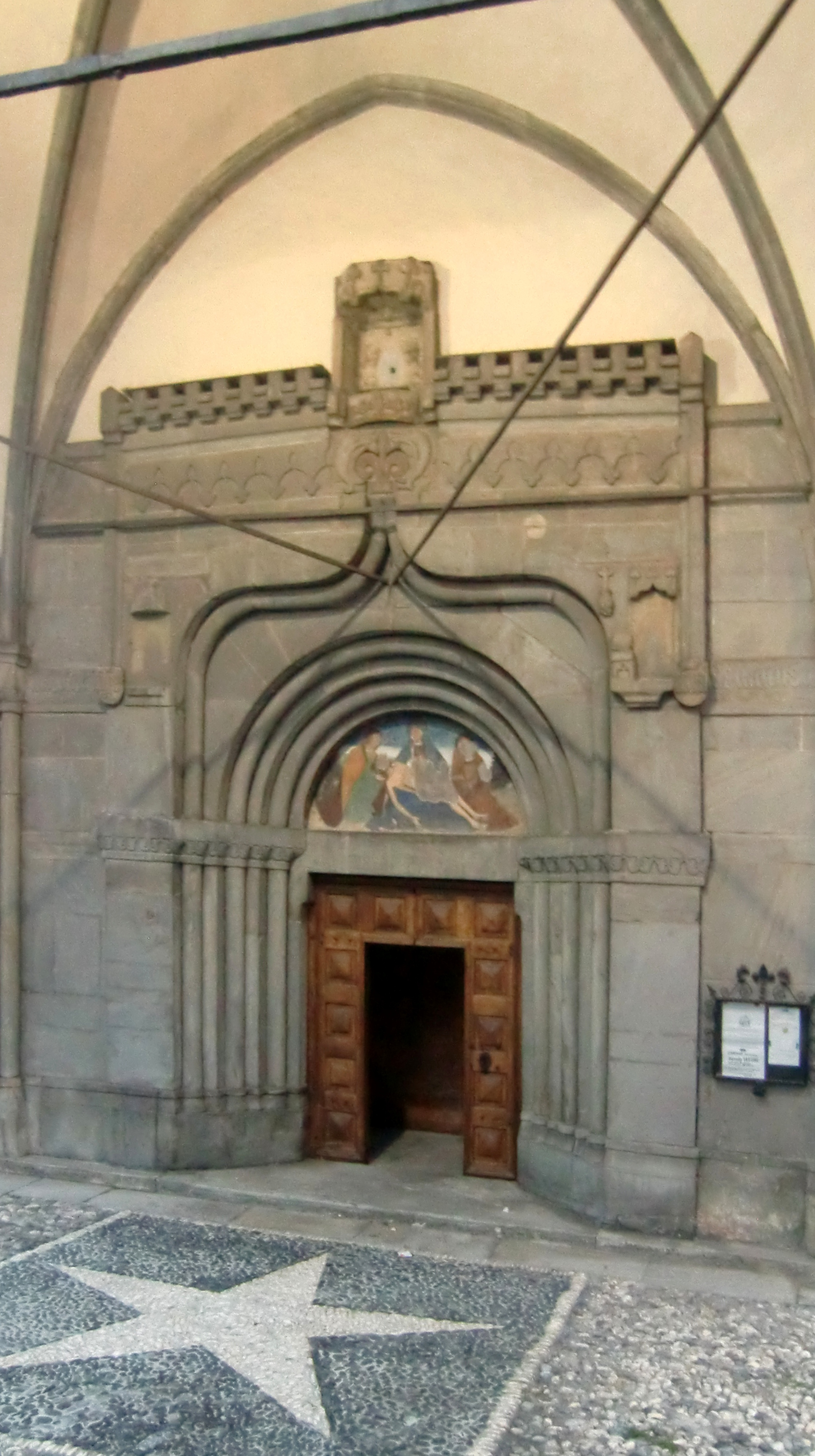
Portale della Chiesa

## Esterno
La data 1536 è incisa sul grande protiro posto in facciata sostenuto da pesanti colonne ottagonali. 

Notevole è il portale in pietra realizzato da Matteo Rode nel 1512, ispirato ai modelli francesi dell'epoca: si compone di due fasci di colonnine su cui poggia un arco a tutto sesto; il tutto inscritto in un arco carenato sormontato da uno stemma con il giglio di Francia circondato da due delfini (indicando l'appartenenza di Salbertrand all'area del Delfinato). Nella lunetta è posto un affresco con la Deposizione realizzato nel XVI secolo.
Un alto campanile è posto sulla sinistra della chiesa; ai primi cinque piani del periodo romanico, con monofore e archetti pensili marcapiano, furono aggiunti altri tre piani tra il 1739 ed il 1741.
Sul lato destro della chiesa si osservano affreschi alquanto deperiti raffiguranti, nella fascia superiore, le Virtù  e, nella fascia intermedia, la Cavalcata dei vizi con figure allegoriche poste in groppa a bizzarri animali trascinate da una catena e tormentate da diavoli: anch'essi sono opera di un ignoto frescante dell'inizio del XVI secolo.

## Interno

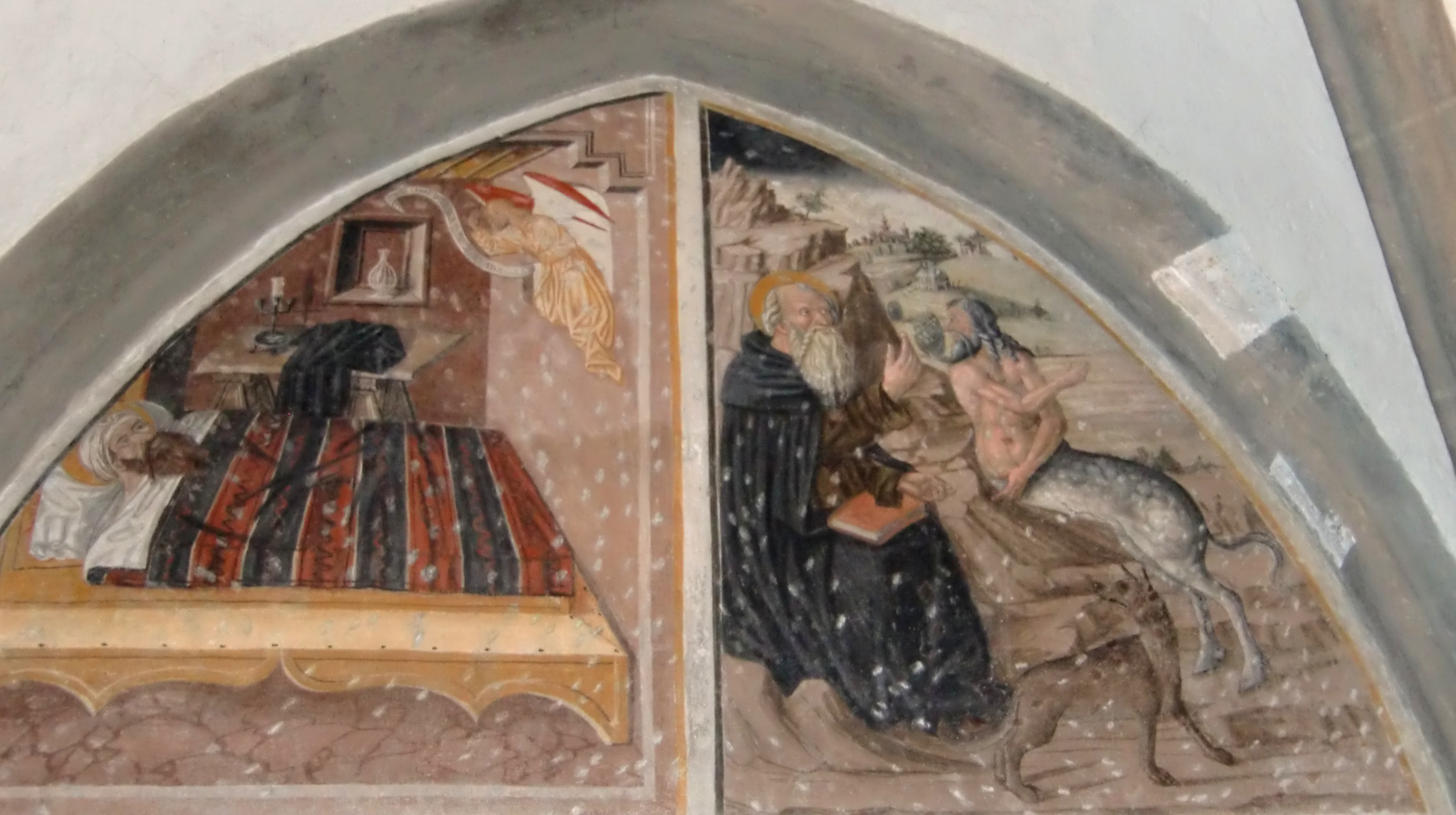
Joannis Dideris di Avigliana, Vita di Sant'Antonio e San Paolo Eremita (particolare), affresco, 1508

Il pavimento della chiesa è più basso del piano stradale; l'interno è diviso in tre navate separate da pilastri e da colonne con capitelli medievali, differenti tra loro, sormontati da archi ogivati; la navata centrale è realizzata con alte volte a crociera costolonate, di gusto tardogotico.
Interessanti sono gli affreschi venuti alla luce nel 1905 durata una campagna di restauri condotta da Alfredo d'Andrade. Nella prima campata della navata destra si possono osservare affreschi del XV - XVI secolo; tra cui alcuni firmati da Joannis Dideris di Avigliana  datati 1508: si tratta della raffigurazioni della Vita di Sant'Antonio e San Paolo Eremita, della Maddalena, e di San Biagio. Nella seconda campata destra trovano posto le immagini dei santi Rocco, Colombano, Cosma e Damiano; nella terza campata il Patrocinio di Maria Assunta. 
Altri affreschi sono stati recuperati nella navata sinistra e nella controfacciata; nel loro insieme essi offrono un'ampia testimonianza delle figure venerate e dei temi che connotavano la devozione popolare. Le picchiettature che si rilevano oggi sugli affreschi sono dovute al trattamento subito quando furono ricoperte, per meglio far aderire lo strato di intonaco.
L'altare maggiore è ornato da un grande retablo ligneo dorato di foggia barocca contenente un quadro con la figura di San Giovanni Battista (al quale la chiesa è dedicata) e due statue lignee con i santi Giovanni Battista e Rocco.

## Galleria d'immagini

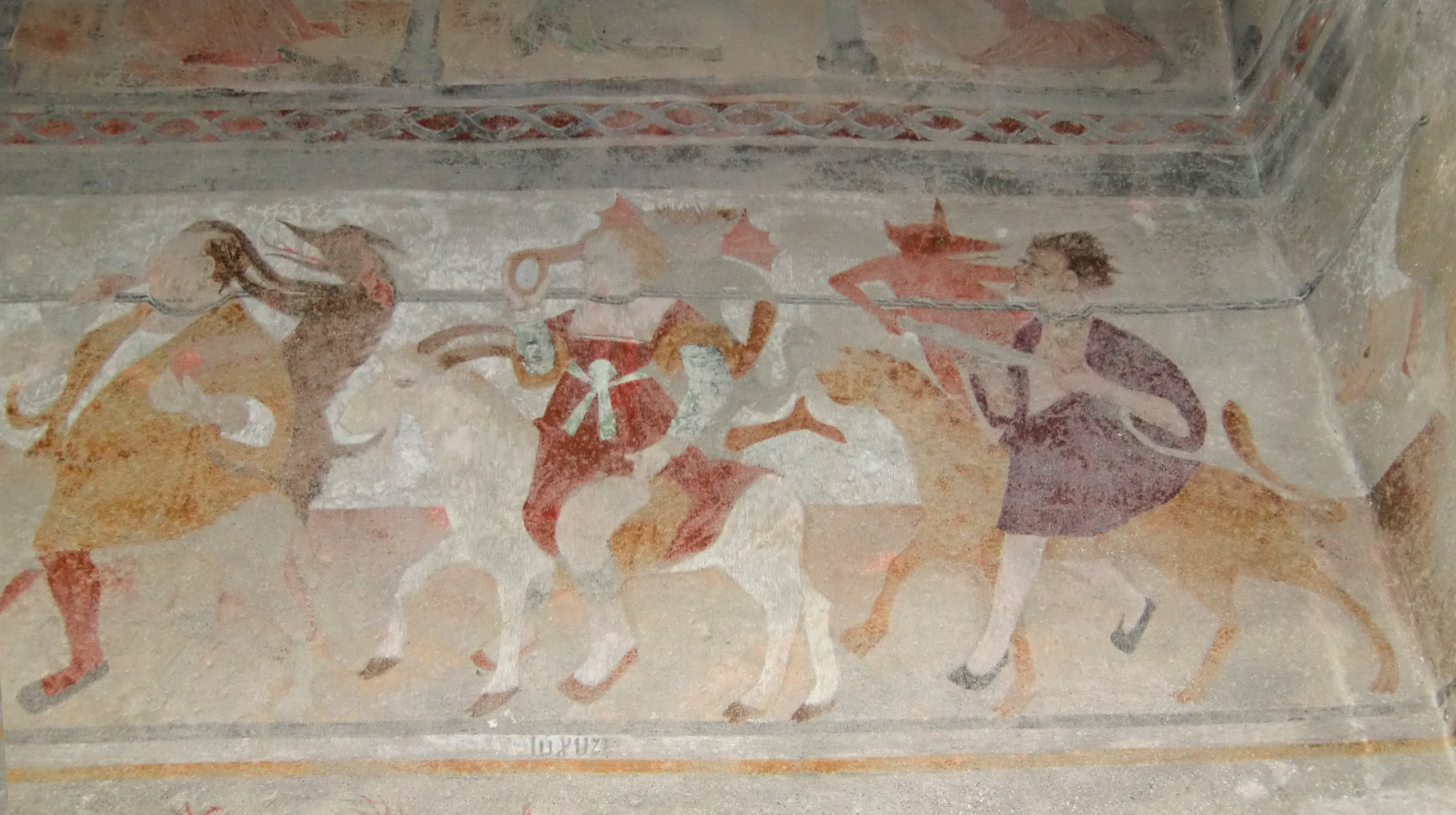
Affreschi esterni, particolare della Cavalcata dei Vizi
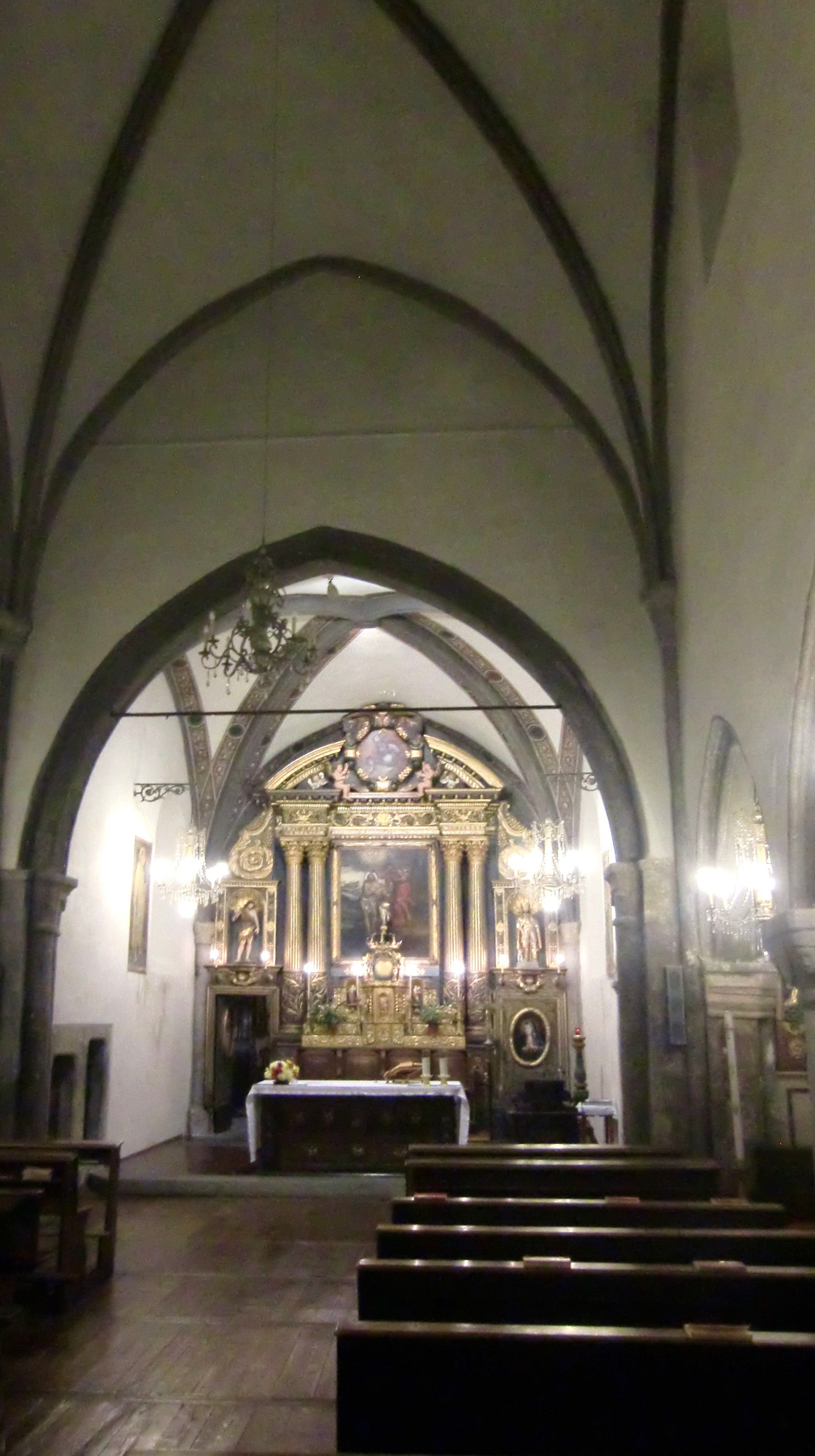
Interno della chiesa
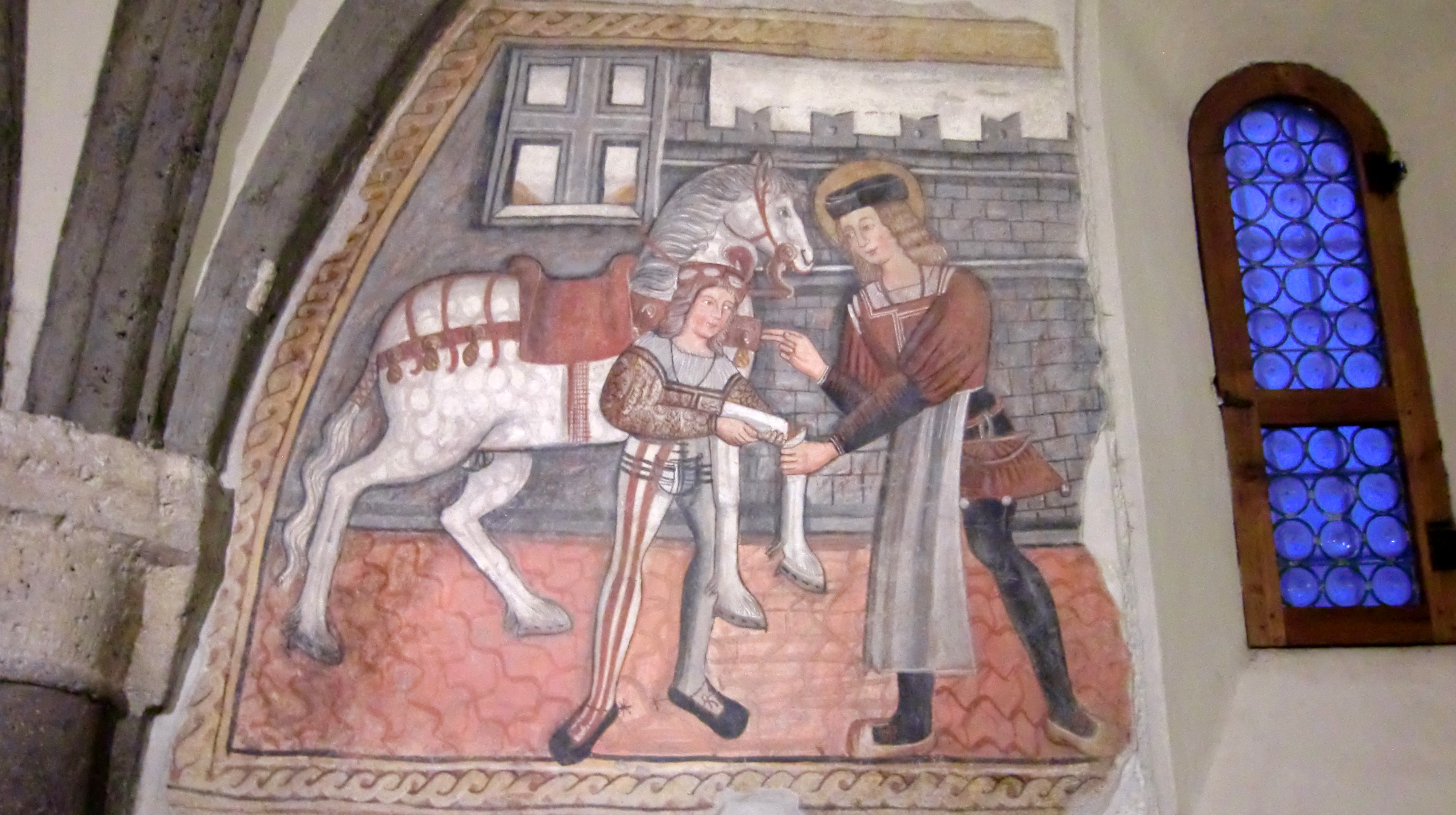
Ignoto maestro dell'inizio del XVI secolo, Miracolo di Sant'Eligio, affresco
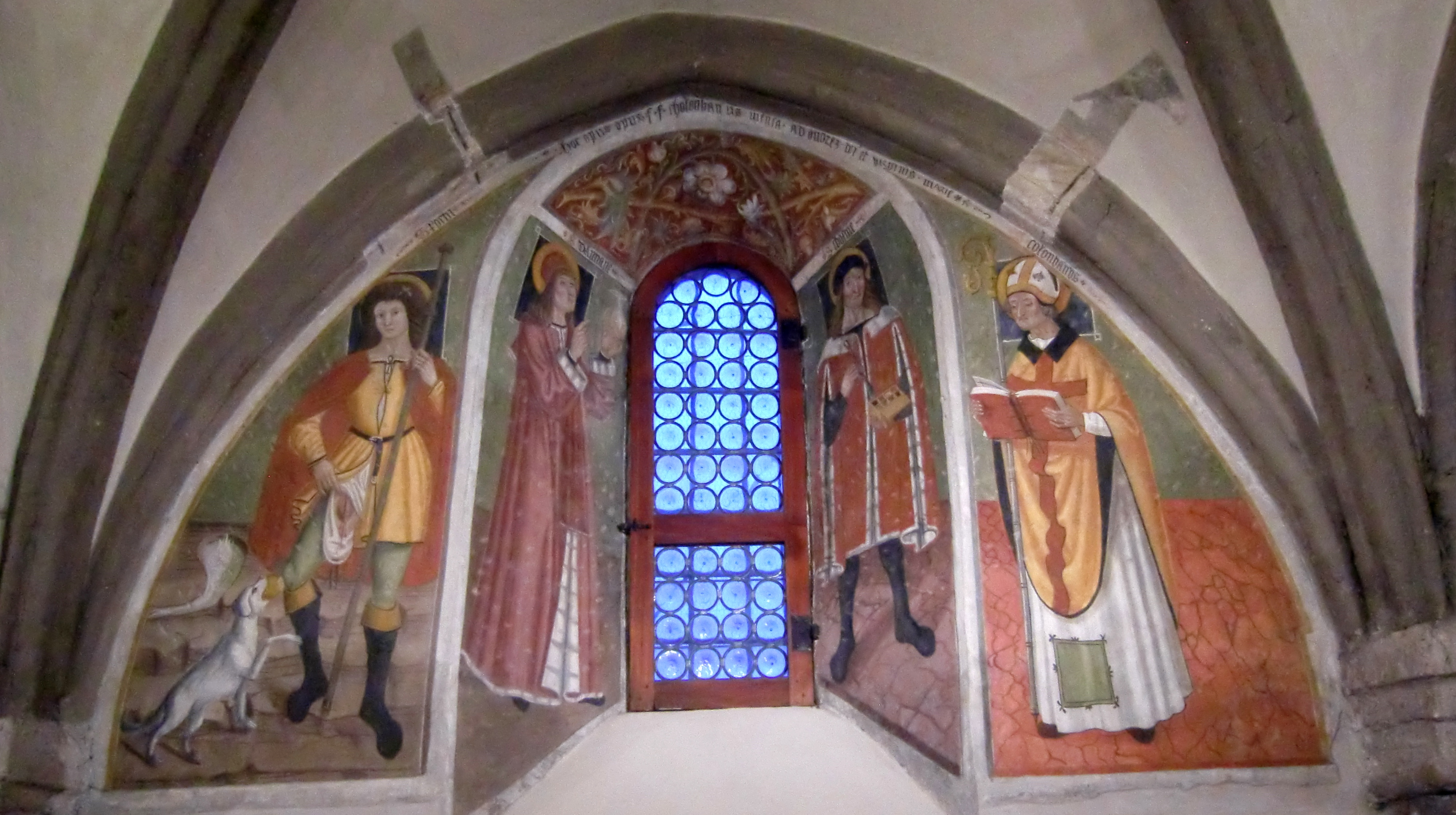
Affresco con i Santi Rocco, Colombano, Cosma, Damiano
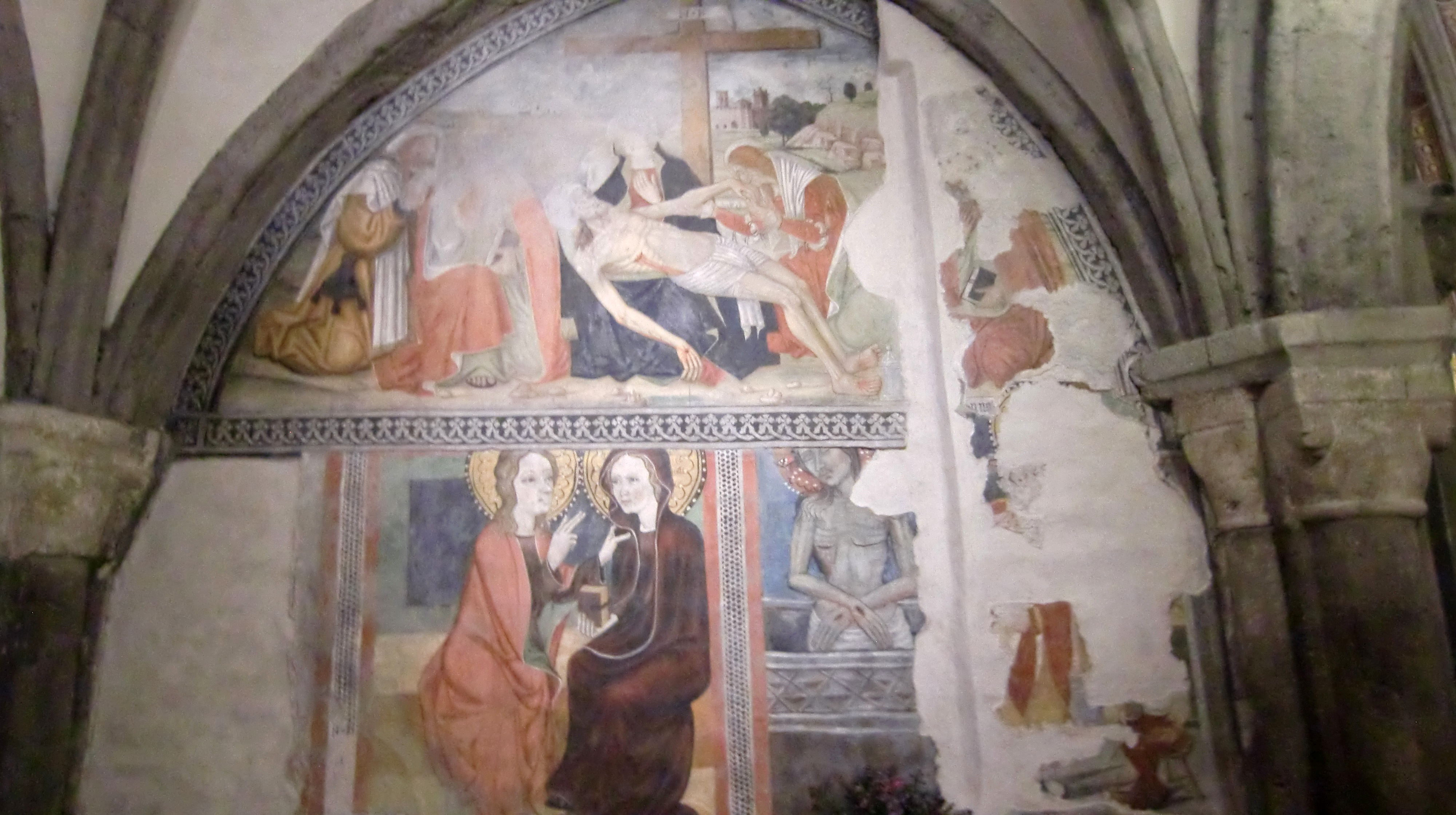
Affreschi della Navata Sinistra
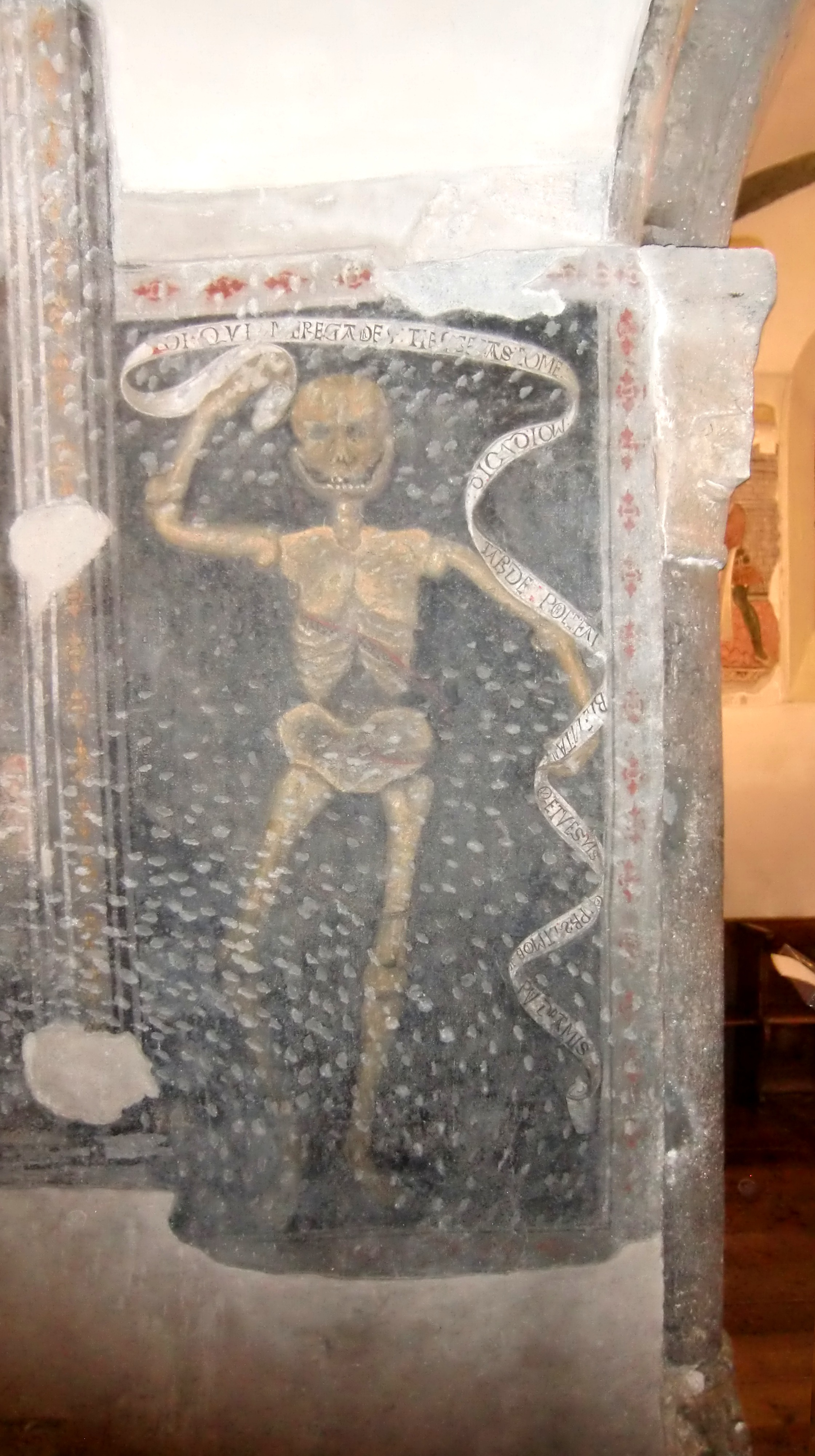
Affresco della Morte
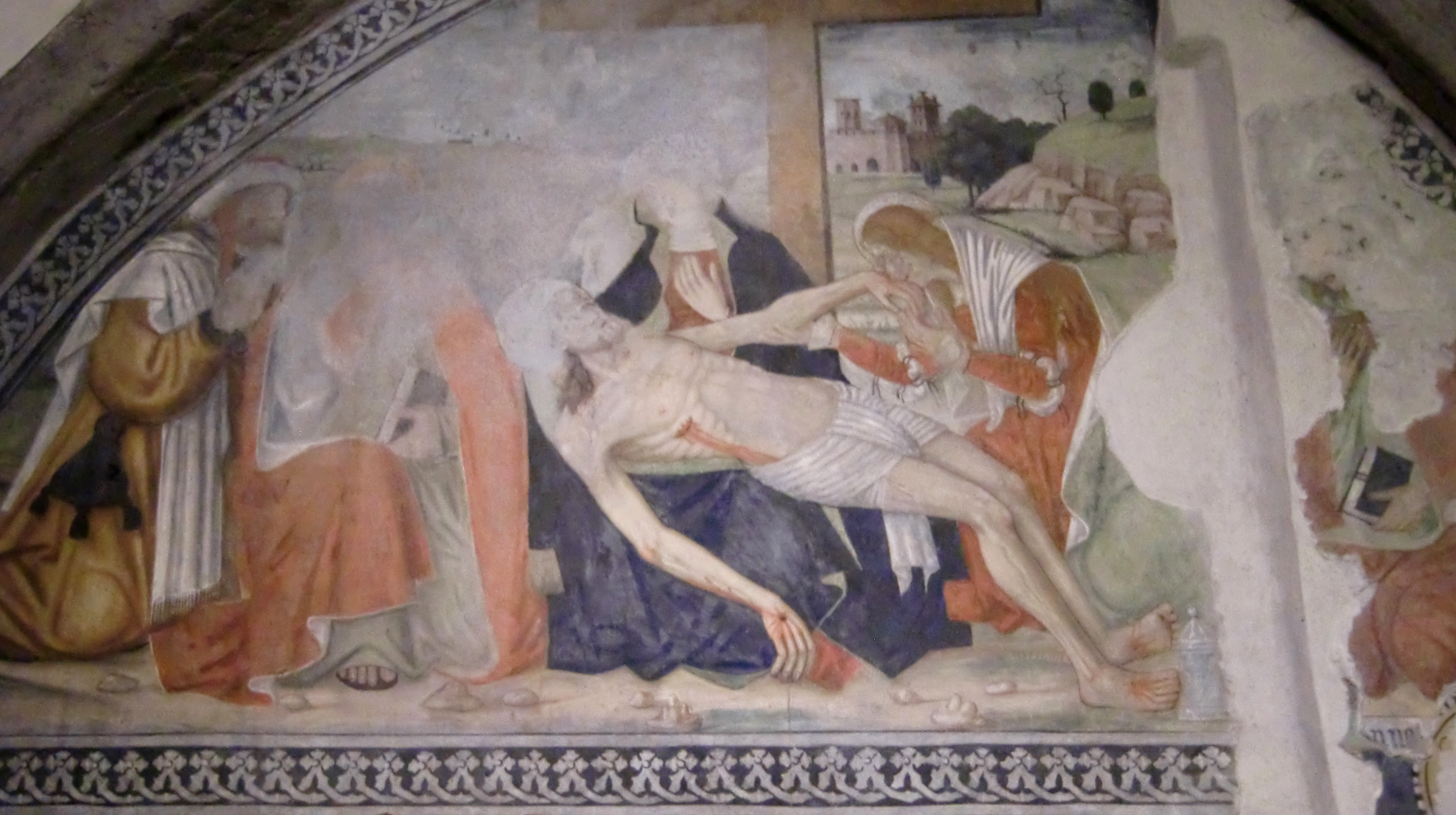
Deposizione
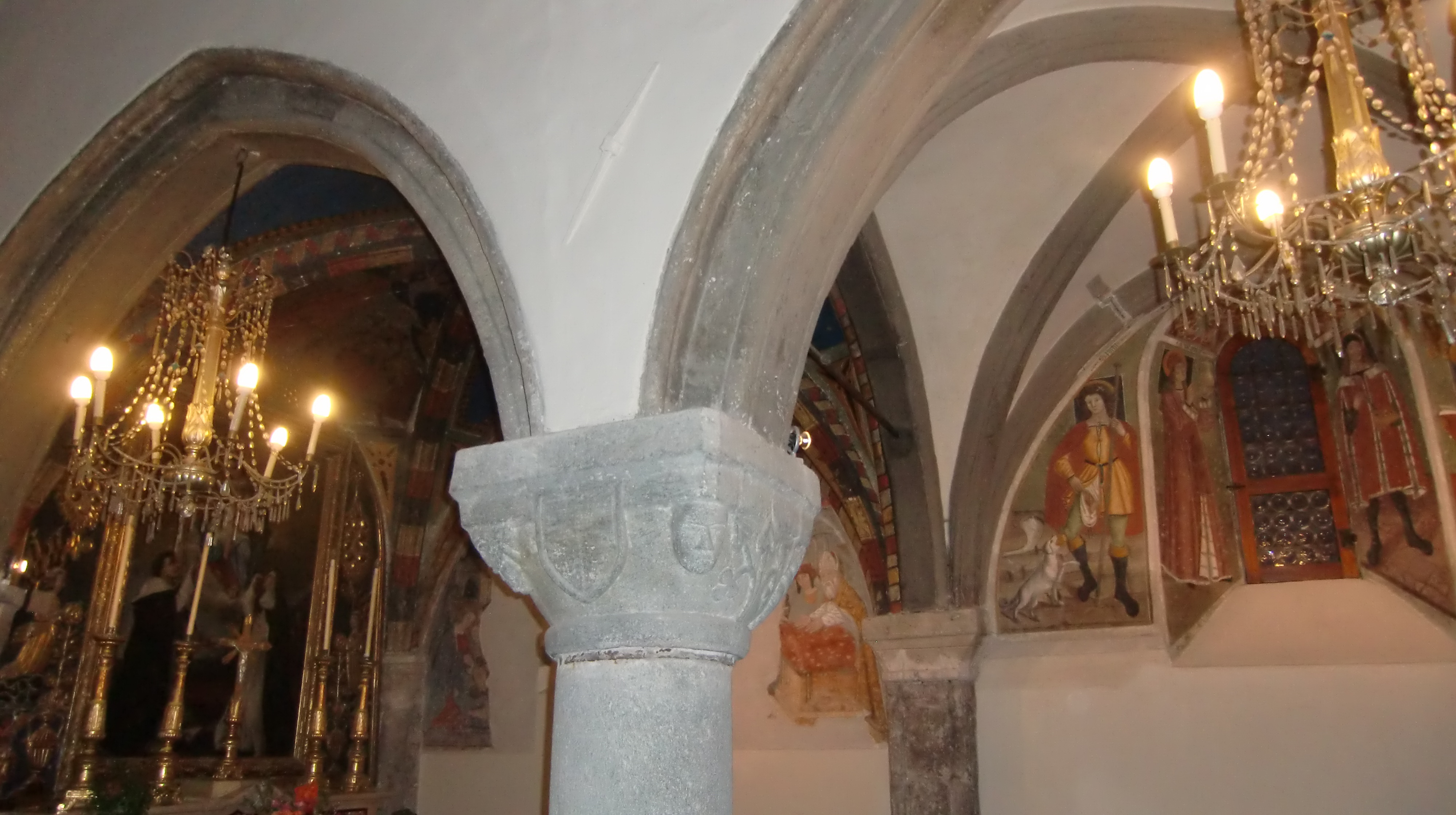
Interno, Capitello
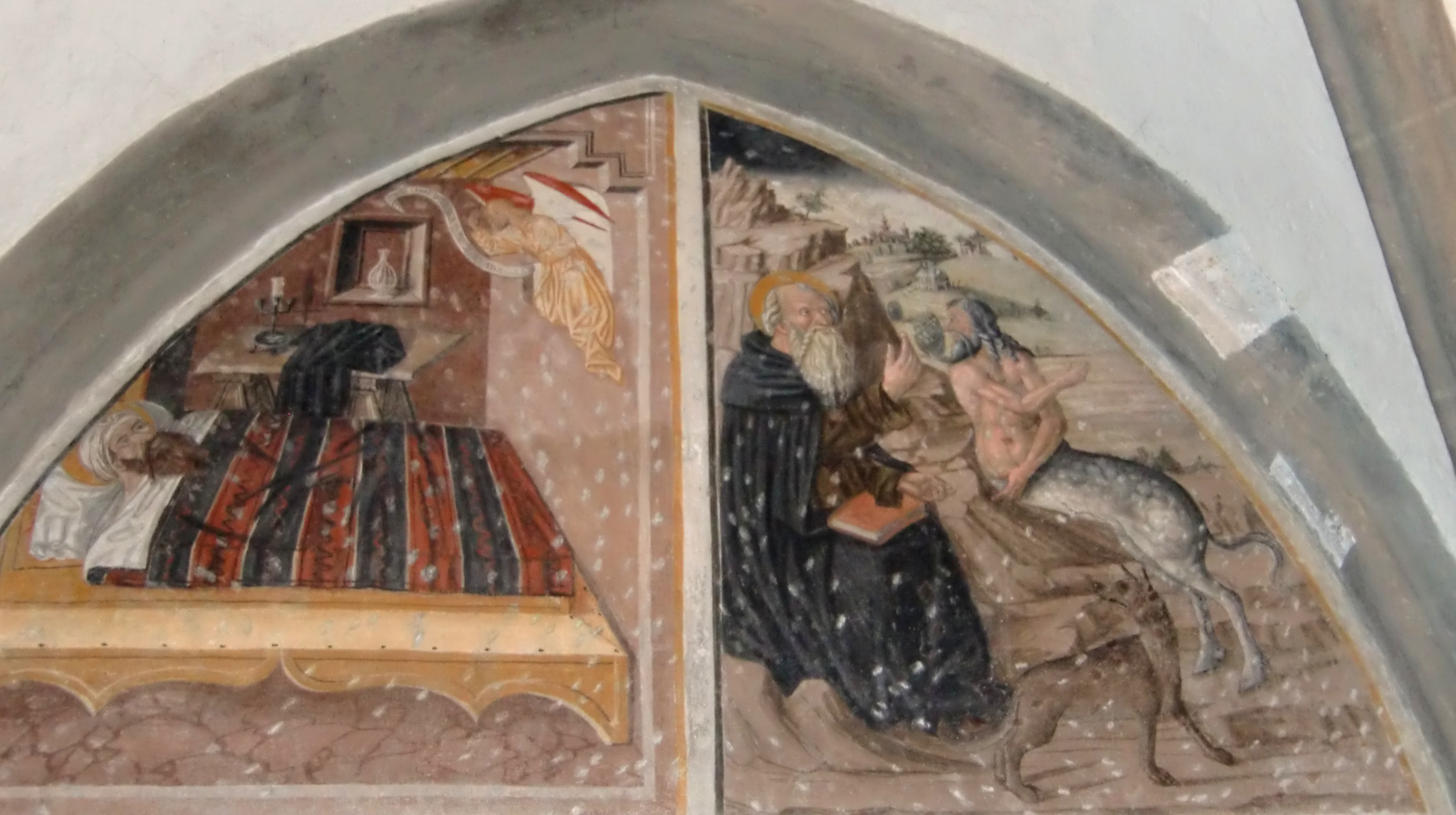
Vita dei Santi Antonio e Biagio